# Ildico

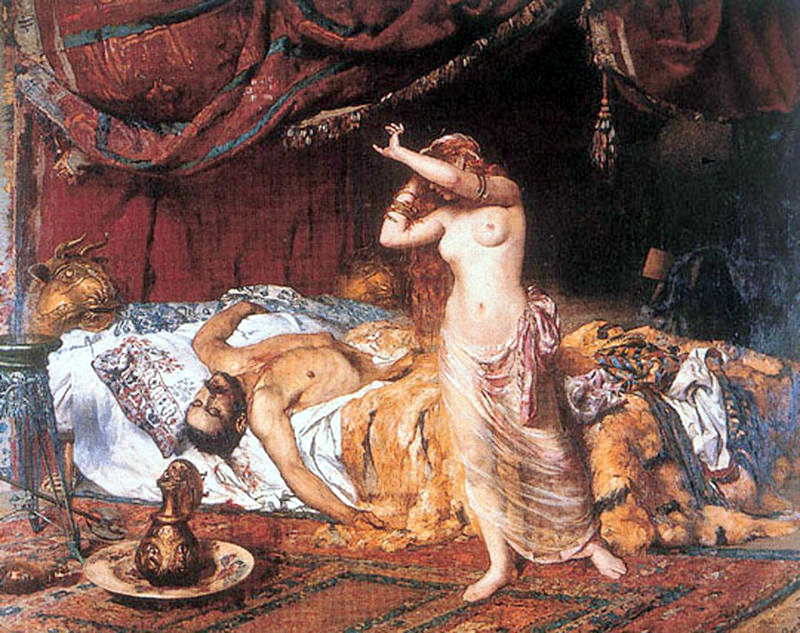
Cái chết của Attila, tranh vẽ của họa sĩ người Hungary Paczka Ferenc

Ildico  (khoảng năm 453 SCN) là người vợ cuối cùng của Attila Rợ Hung. Tên của bà có lẽ là người German, một dạng yếu nghĩa của danh từ *hildaz ("trận chiến"), một thành tố phổ biến trong tên gọi phụ nữ German (ví dụ: Svanhildr, Brynhildr và Gunnhildr), và Hildr ("trận đánh") là tên của một Valkyrie. Vì vậy, tên của bà được tái tạo thành *Hildiko ("tiểu Hildr"), và có thể được giữ nguyên gốc trong *Grímhild hoặc *Krēmhild, tên phiên bản huyền thoại sau này của Ildico. Theo Priscus, Attila qua đời sau bữa tiệc kỷ niệm lễ thành hôn của họ vào năm 453 do bị chảy máu mũi nặng và nghẹt thở đến chết trong cơn sững sờ.
"Một thời gian ngắn trước khi chết, như nhà sử học Priscus kể lại, ông đã kết hôn với một cô gái rất đẹp tên Ildico, sau vô số thê thiếp khác, như phong tục của dân tộc mình. Ông ta dâng trào niềm vui sướng tột độ trong đám cưới của mình, và khi nằm ngửa, chìm đắm trong cơn say sưa và thiếp ngủ, lỗ mũi của ông chảy ra dòng máu thừa, thông thường, tràn xuống tận cổ họng và lấy mạng mình, cản trở sự bài tiết bình thường. Do vậy, việc say rượu đã đặt dấu chấm hết cho một vị vua nổi tiếng trong chiến tranh. Vào ngày hôm sau, khi phần lớn buổi sáng dành cho nhau, đám hầu cận trong cung nghi ngờ một số người bị ốm và sau một cuộc náo loạn lớn, họ bèn đột nhập vào cửa cung. Tại đó, họ phát hiện ra cái chết của Attila là do một lượng máu tràn ra, không có bất kỳ vết thương nào, và cô gái với khuôn mặt u sầu đang khóc lóc bên dưới tấm màn che mặt của mình."
Trong các truyền thuyết anh hùng của người German, Ildico tương ứng với Guðrún/Kriemhild, và trong các phiên bản Bắc Âu bà cố tình giết Attila hòng trả thù cho cái chết của người thân mình.